# ジョージ・ルスティック
ジョージ・ルスティック（George Lusztig, 1946年5月20日 -）は、ルーマニア生まれのアメリカ人数学者。苗字は日本語でラスティグと表記されることもある。

## 人物
専門は表現論（Chevalley群、Lie代数、量子群、p 進体の代数群）。
1971年にプリンストン大学で学位を取得。1983年王立協会フェロー選出。現在はマサチューセッツ工科大学ノーバート・ウィーナー教授。
ICM(国際数学者会議)で２度の招待講演と全体講演をおこなっている。

## 業績
- Deligneとの共同研究で l 進コホモロジーを用いて幾何学的な既約表現の構成、既約表現の分類。
- Affine Hecke 環の誘導表現の構成。
- Kazhdan–Lusztig 多項式
- 有限簡約群の既約指標の完全な分類。
- Lusztig 指標層の理論の構築。
- Lusztig Program の提唱。
- 量子群の標準基底の構成。柏原とは独立に量子群の結晶基底の構成。

## 受賞等
- 1974年 - ICM 1974 Vancouver 招待講演者
- 1977年 - ベリック賞
- 1983年 - ICM 1982 Warszawa 招待講演者
- 1985年 - アメリカ数学会コール賞代数部門
- 1990年 - ICM 1990 京都 全体講演者
- 1999年 - ブラウワー・メダル
- 2008年 - スティール賞 生涯の業績部門
- 2014年 - ショウ賞数学部門
- 2022年 - ウルフ賞数学部門